# Маделіна Манолоє
Магдалена-Анка «Меделіна» Маноле (рум. Magdalena-Anca «Mădălina» Manole; 14 липня 1967, Веленій-де-Мунте, Румунія — 14 липня 2010, Отопені, Ілфов, Румунія) — румунська співачка.

## Ранні роки і початок кар'єри
Магдалена-Анка «Меделіна» Малоне народилася 14 липня 1967 року у Веленій-де-Мунте (Румунія) в родині Іона та Євгенії Маноле. Меделіна, вихована в духовній родині, з ранніх років відчувала пристрасть до музики. Магдаліна на прикладі своєї матері, яка виконувала фолк. Будучи дитиною, вона дуже хотіла навчитися грати на гітарі і тому почала брати уроки у Ані Іонески Тателеа, фолк-виконавиці з Плоєшті.
У 15-тирічному віці Меделіна стала членом «Cenacle Youth of Prahova» на чолі з Лукіаном Аврамеску. Одночасно Маноле продовжувала вчитися в хімічній школі в Плоєшті, яку вона успішно закінчила. Після закінчення «Băneasa School of Air Traffic Controllers» вона протягом 4-х років працювала авіадиспетчером
Як молода співачка вона прагнула музичного успіху, утворивши групу з друзями, залучивши Alfa Bi Beta, які брали участь у виставках Cenaclul Flacăra..
Як молода співачка Меделіна шукала успіху, сформувавши музичну групу «Alfa şi Beta» зі Стефанією Гіте.

## Особисте життя і смерть
У 1994 році Меделіна вийшла заміж за Сербана Георгеску (нар. 1952), але пізніше вони розлучилися.
У жовтні 2009 року Меделіна вийшла заміж за свого давнього коханого Пітера Мірча, з яким на той момент вона вже мала сина — Пітера Мірча-молодшого (нар. 8 червня 2009).
14 липня 2010 року, в день свого 43-річчя, Меделіна покінчила життя самогубством, випивши майже пів літра карбофурана і була знайдена мертвою своїм чоловіком Пітером.